# Cox Business Convention Center
Cox Business Convention Center, tidigare Tulsa Assembly Center, Tulsa Convention Center och Maxwell Convention Center, är en konferensanläggning som ligger i Tulsa, Oklahoma i USA. Den invigdes 1964. Konferensanläggningens inomhusarena har en publikkapacitet på 8 900 åskådare och har haft bland annat ishockeylagen Tulsa Oilers (1964–1983) och Tulsa Oilers (1992–2008) som hyresgäster.